# アパメア
座標: 北緯35度25分06秒 東経36度23分55秒 / 北緯35.41833度 東経36.39861度

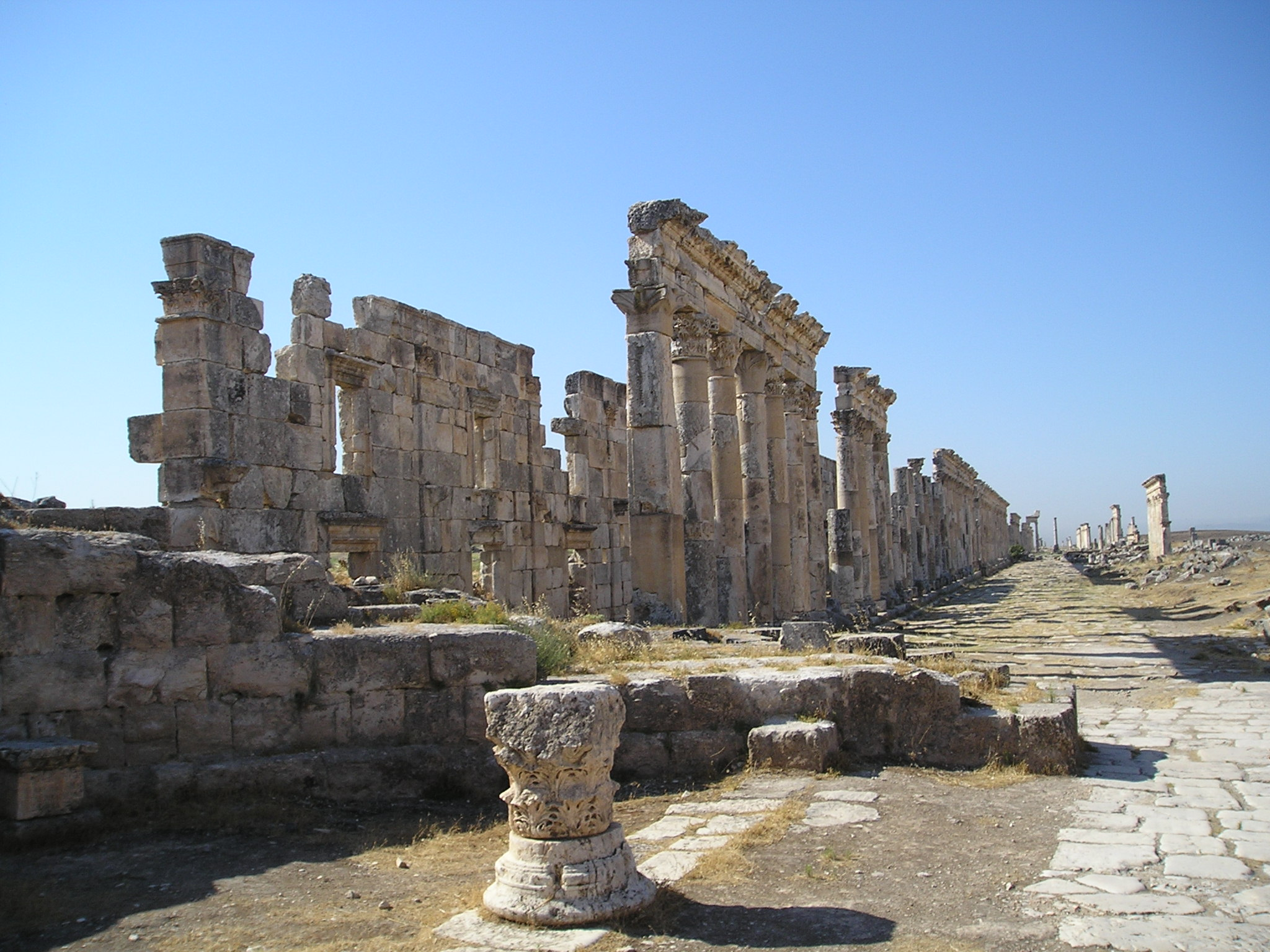
列柱道路

アパメア（Apamea）またはアパメイア（Apameia、ギリシア語：Απάμεια、アラビア語: أفاميا , آفاميا , アファミヤ）はシリア北西部にある都市遺跡。オロンテス川右岸にあり、セレウコス朝の四大都市といわれる繁華な都市のひとつで、軍馬や物資などを集積する軍事都市でもあった。同じアパメアという名のほかの都市と区別するために「シリアのアパメア」（Απάμεια της Συρίας）または「オロンテス河畔のアパメア」とも呼ばれる。アパメアについてはストラボン『ゲオグラフィカ（地理誌）』（xvi. p. 752）やプトレマイオス『ゲオグラフィア（地理学）』（v. 15. § 19）などにて言及されている。

## 歴史

### セレウコス朝の大都会

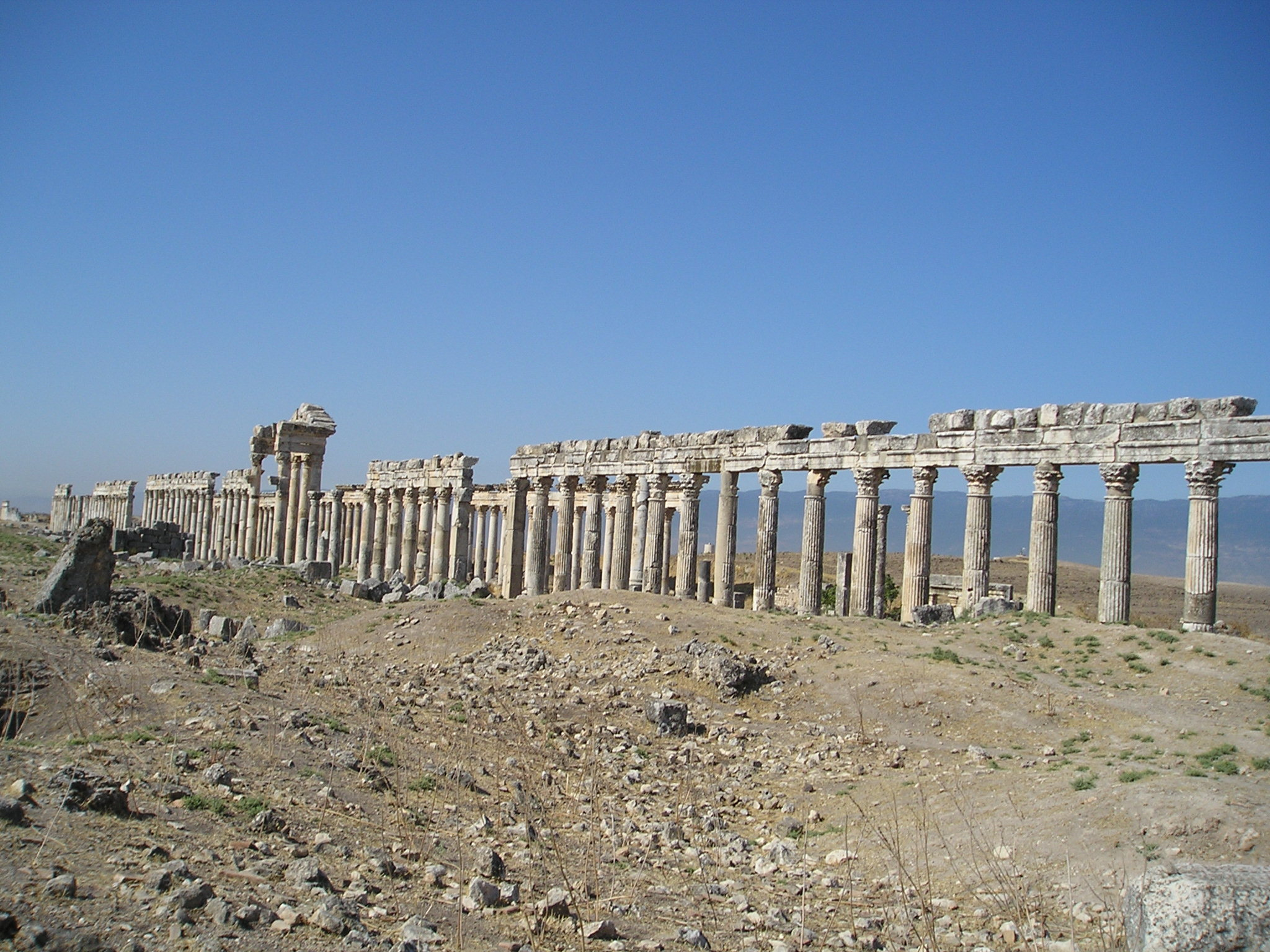
列柱道路、東よりの眺め

アパメア史跡はシリア西部の都市ハマーの北西55kmに位置し、ガブ（Ghab）の谷間を見下ろす高台にある。もとはパルナケ（Pharnake）と呼ばれる町だったが、アレクサンドロス大王の征服後、シリアをギリシャ化するという政策のもとに、マケドニア風のペラ（Pella）の名で短期間呼ばれた。その後、セレウコス朝を創始したセレウコス1世により紀元前300年に拡大・要塞化され、バクトリア出身の妻アパメー（Apama）の名を採ってアパメアと名づけられた。要塞は、湿地や湖を作りながら屈曲するオロンテス川が作り出した半島状の丘の上に建てられた。この半島のように突き出した形から、「Cherronêsos（ケロネソス、岬）」というアパメアの別名が生まれた。セレウコス1世は軍の兵站基地をこの町に置き、500頭の戦象、30,000頭の雌馬、300頭の種馬を集めた。紀元前2世紀に王を僭称したディオドトス・トリュフォン（Diodotus Tryphon）はアパメアを拠点として作戦行動を行った。
アパメアは、東方との交易路と、オロンテス川沿いにエジプトから北方へ至る路が交わる地であり、繁栄を極めた時期には人口は50万人に達したとされる。アパメアは、首都アンティオキア、その外港セレウキア・ピエリア、アパメアの西の港ラオディケイアと並んで「シリアのテトラポリス」（四大都市）と呼ばれた。

### ローマ時代
フラウィウス・ヨセフスは『ユダヤ古代誌』（Ant. xiv. 3. § 2）で、グナエウス・ポンペイウスが紀元前64年、アンティオキアかその近くにあった冬の兵営から南に進み、アパメアの要塞を破壊してこれをローマに併合したと述べている。カエキリウス・バッスス（Q. Caecilius Bassus）がシリアで反乱を起こした際、鎮圧にやってきたユリウス・カエサル軍に対してアパメアは抵抗し、ガイウス・カッシウス・ロンギヌスの援軍が到着する紀元前46年までの3年間持ちこたえたという（カッシウス・ディオ『ローマ史』 xlvii. 26–28、およびフラウィウス・ヨセフス『ユダヤ戦記』 i. 10. § 10.）。ユダヤ戦争が勃発するとアパメア市民は街の中に住むユダヤ人を助け、虐殺や監禁などの目にあわせないようにしたという（『ユダヤ戦記』 ii. 18, § 5）。

### 終焉

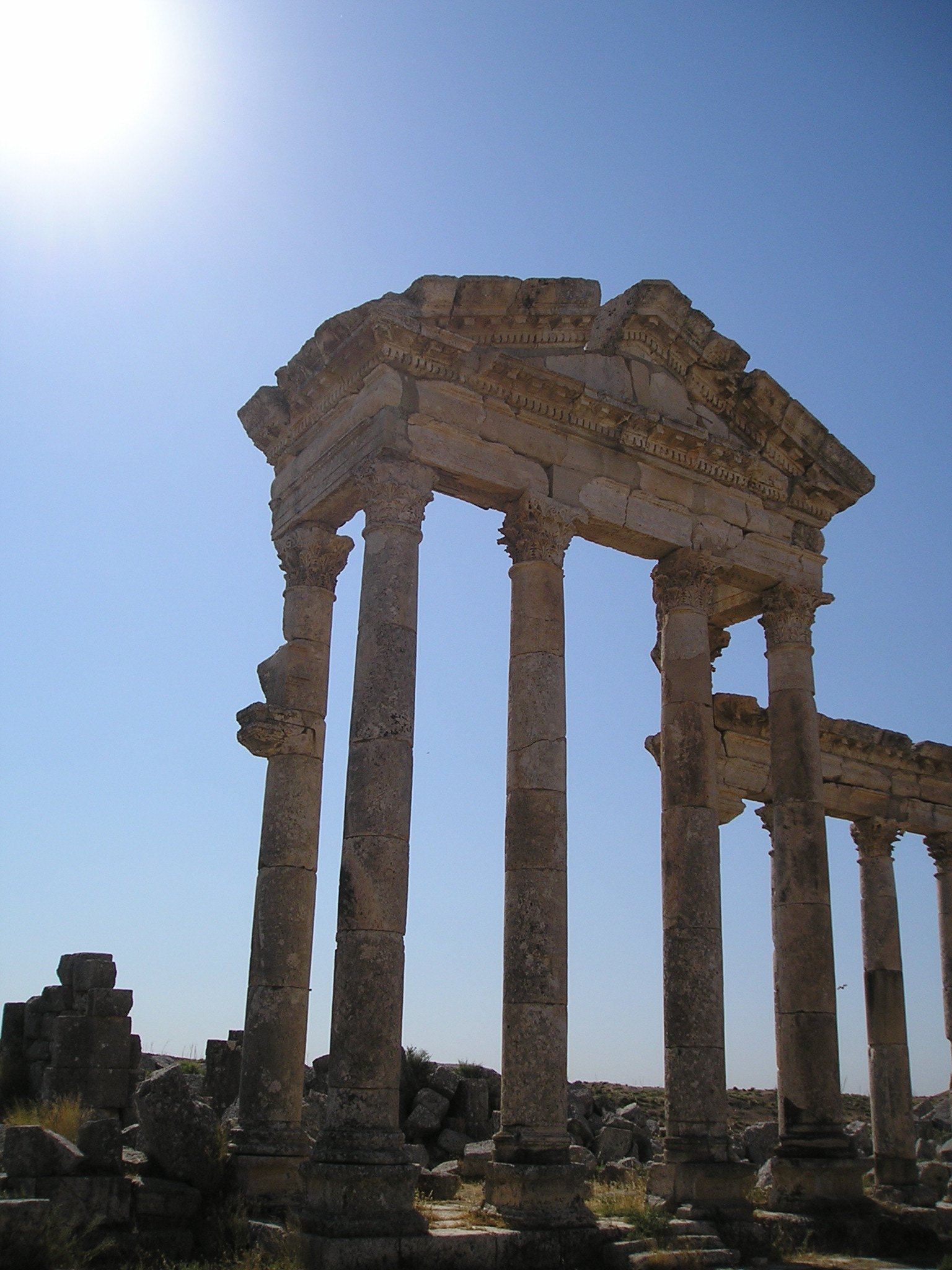
ポルティコ（柱廊）の跡

7世紀、サーサーン朝ペルシャのホスロー2世がアパメアを破壊したが、その廃墟は部分的に修復され、イスラム帝国のアラビア人はファミアまたはファーミーヤと呼んだ。十字軍の時代、アパメアはなおも繁栄する都市であり戦略的にも重要で、アンティオキア公国のタンクレードはこの街を占領した。しかし1152年の大地震がアパメアに止めを刺し、以後再建されなかった。

## 史跡
都市遺跡はオロンテス川を見下ろす台地上の200ヘクタールに上る面積を占めており、街の一部は丘の上にある古代の城壁で囲まれている。街のその他の部分は平地にある。隣接する湖は魚（black fish）が獲れることで有名である。
アクロポリスは現在廃墟となっており、カラート・アル＝ムディク（Qal’at al-Mudik、Kalat el-Mudik、Kŭlat el-Mudîk）と呼ばれている。非常に装飾的で巨大な廃墟が崩れずに立っているが、これはおそらく5世紀前半のキリスト教徒の歴史家ソゾメン（Sozomen）が言及した神殿の跡と考えられる。また、2世紀頃に建設された長さ約1,600mの列柱道路が残るほか、劇場や教会の廃墟もある。
1930年から1938年の間、および1947年と1953年、フランツ・キュモン（Franz Cumont）らベルギーの調査隊による発掘が行われた。1965年以降はジャン・シャルル・バルティ（Jean Charles Balty）の指揮により発掘が続いた。発掘初期には多数の遺物、特にモザイクが見つかり、ブリュッセルの王立美術歴史博物館に収められている。

## 聖書における記述

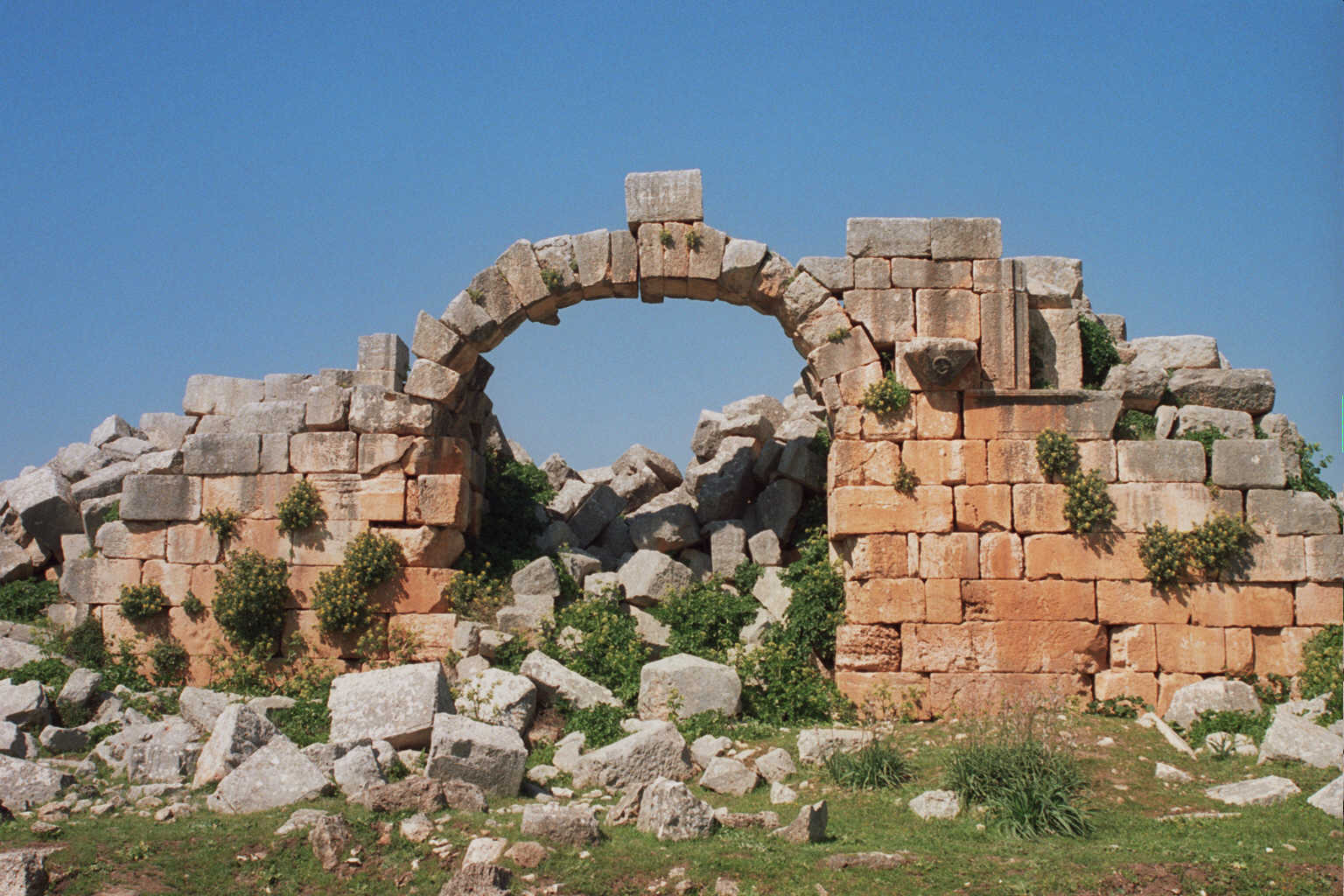
アンティオキア門の跡

エルサレムにおける聖書の二つのアラム語訳（タルグーム、タルグーム・ヨーナーターンとタルグーム・オンケロス）において、シェファム（שפם・Shepham、民数記34章11節）という地名はアパメアに等しいと見られている。

## 著名な市民
- アルキゲネス（Archigenes　医学者）
- ポセイドニオス（Posidonius　哲学者）
- テオドレトス（Theodoret　5世紀の神学者）
- アリスタルクス（Aristarchus　70人の使徒の一人）
- アパメアのヌメニウス（Numenius of Apamea　2世紀の哲学者）
- イアンブリコス（Iamblichus of Chalcis　ネオプラトニズムの哲学者）